# Вусачик-диноптера червоноспинковий

Квіткарик комірцевий (Dinoptera collaris, Linnaeus, 1758) — вид жуків роду Dinoptera з родини Скрипунових.

## Поширення
Квіткарик комірцевий характеризується палеарктичним типом ареалу, відноситься до західнопалеарктичної групи видів. Вид широко розповсюджений у Європі, Росії, на Кавказі і в суміжних регіонах.
В Україні поширений у листяних лісах по усій території.

## Морфологія

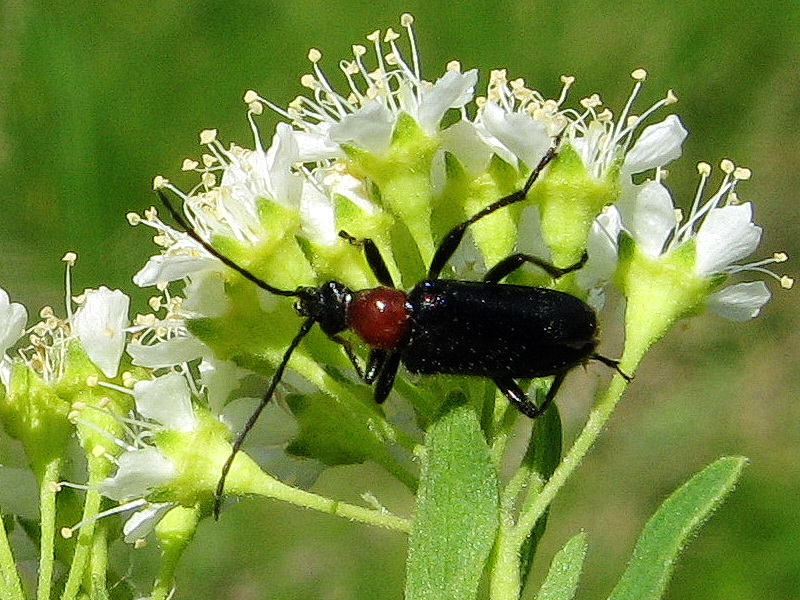
Жук під час живлення на таволзі зарубчастій

### Імаго
D. collaris — дрібний вид, довжина тіла становить від 6 до 9 мм. Тіло забарвлене в чорний колір за винятком передньоспинки та черевця, які мають рудувато-червону пігментацію. Надкрила темно-синього або темно-фіолетового кольору з сильним металічним блиском, вкриті рідкими темними волосками. На відміну від попередніх видів, передньоспинка без перетяжки позаду переднього краю. Вусики розміщені між очима біля їх переднього краю.

### Личинка
Личинка практично не відрізняється від Gnathacmaeops pratensis та Acmaeops septentrionis.

## Життєвий цикл
Життєвий цикл триває від 1 до 2 років. Личинки розвиваються під пухкою корою дерев, в основному дубів, осик і яблунь. Вони зимують й окуклюються наступною весною. Дорослі особини харчуються пилком деревно-чагарникових порід.

## Екологія
Вусачик червоноспинковий є масовим видом у регіоні Українських Карпат, часто займаючи домінантне положення в угрупованнях вусачів. Особливо це помітно у передгірних районах, де поширені листяні ліси. Імаго трапляються на квітах широкого спектра видів трав'янистих, чагарникових й деревних рослин